# After This Death
After This Death ist ein Filmdrama von Lucio Castro. Die Premiere des Films mit Mía Maestro, Lee Pace und Philip Ettinger fand im Februar 2025 bei den Internationalen Filmfestspielen Berlin statt.

## Handlung
Isabel arbeitet als Synchronsprecherin. Die werdende Mutter trifft beim Wandern in den Bergen in einer abgelegenen Höhle auf den geheimnisvollen Underground-Musiker Elliot. Beide fühlen sich sofort miteinander verbunden. Elliot hat mit seinem Bruder Ronnie eine Band gegründet.
Als sie sich bei einem seiner Konzerte wiedersehen, zu dem sie von ihrer Freundin Alice geschleppt wird, verehrt das Publikum Elliot wie einen Rockgott. Obwohl sie mit Ted verheiratet ist, beginnt die hochschwangere Isabel mit ihm eine leidenschaftliche Affäre. Doch schon nach kurzer Zeit distanziert sich Elliot immer öfter und verschwindet schließlich ohne Vorwarnung spurlos. Isabel kehrt widerwillig in ihr routiniertes Eheleben zurück und versucht, den Verlust zu verarbeiten. Dann jedoch erhält sie unerwartet mysteriöse und zunehmend beunruhigende Drohungen von Elliots obsessiven Fans.

## Produktion

### Regie, Drehbuch und Kostüme
Regie führte Lucio Castro. Der Argentinier studierte Film an der Universidad de Buenos Aires und zog anschließend nach New York City, wo er die Parsons School of Design besuchte. Danach startete er seine Karriere als Designer für Herrenmode, bevor er sich wieder auf das Filmemachen besann. Bei After This Death handelt es sich nach End of the Century aus dem Jahr 2019 um Castros zweiten Spielfilm. Er widmete After This Death seiner 1997 verstorbenen Mutter, die möglicherweise eine Affäre mit ihrem spanischen Poesielehrer hatte.
Als Castro noch als Modedesigner durch die Welt reiste und zwischen Woodstock und einer kleinen Stadt auf dem chinesischen Festland pendelte, wo er für eine große lokale Marke arbeitete, entstand die Idee für die Kulisse, vor der After This Death spielen sollte. Die Berge in der Provinz Fujian und die Zeit, die er damit verbrachte, sie zu erkunden, seien in diese Geschichte und die Konstruktion dieser Welt eingeflossen. Die satten Ocker-, Grün- und Burgundertöne des Nordens des Staates New York im Herbst spiegelten sich wiederum in der Farbpalette der Kostüme wider. Diese wurden von Yegang Yoo entworfen, einer Freundin des Regisseurs, die ebenfalls an der Parsons School of Design studierte.

### Besetzung, Szenenbild und Dreharbeiten

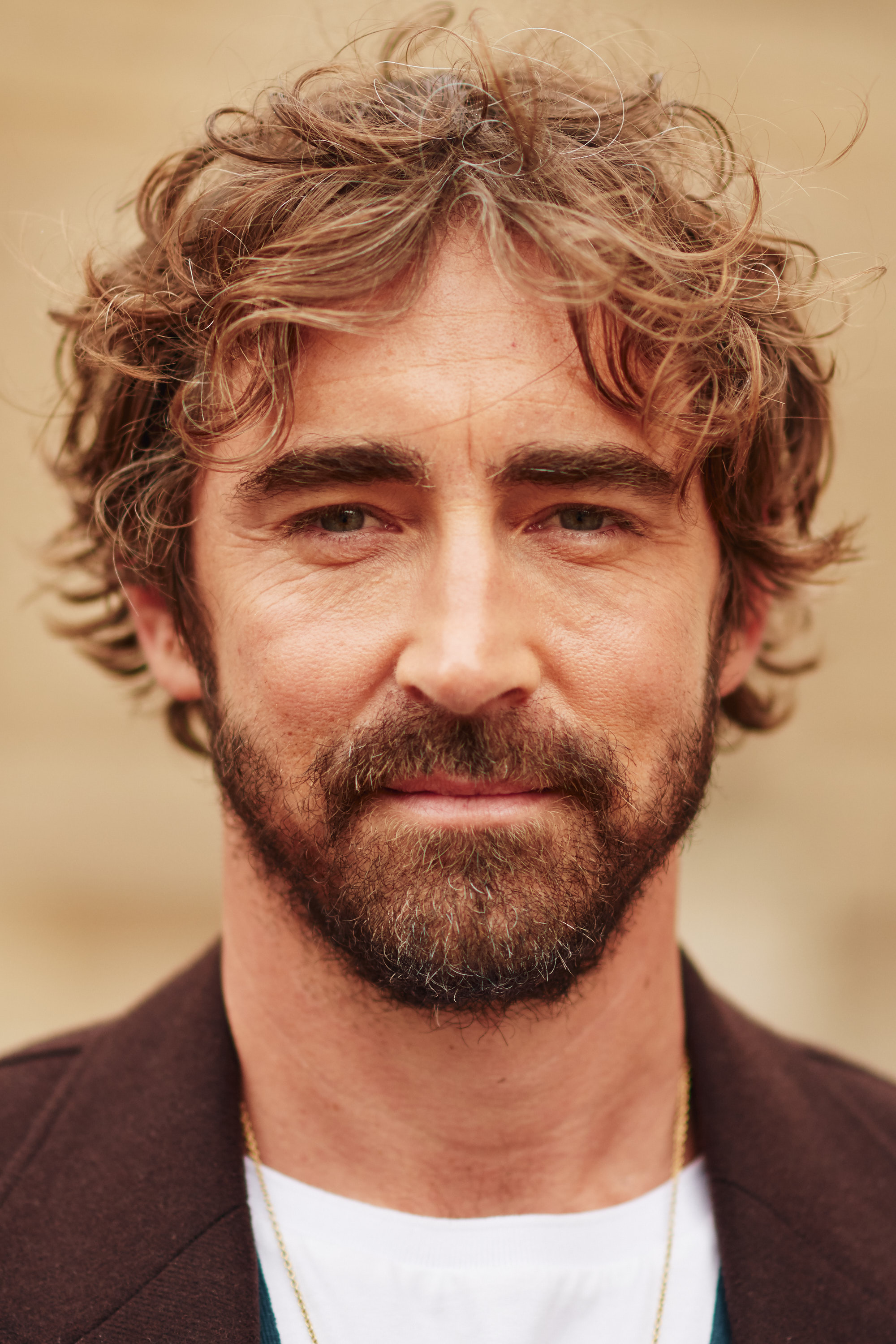
Lee Pace spielt den Sänger Elliott

In den Hauptrollen spielen die Argentinierin Mía Maestro die hochschwangere Isabel, die US-Amerikaner Lee Pace und Philip Ettinger den Sänger Elliott und dessen Bruder Ronnie und die Briten Rupert Friend und Gwendoline Christie Isabels Ehemann Ted und ihre Freundin Alice. Maestro war bereits in Castros Spielfilmdebüt in einer Hauptrolle zu sehen. Zuvor spielte sie in Hauptrollen in Filmen wie Die Reise des jungen Che von Walter Salles an der Seite von Gael García Bernal und Rodrigo de la Serna und in beiden Teilen der Saga Breaking Dawn – Biss zum Ende der Nacht.
Das Szenenbild gestaltete Jason Singleton. Die Dreharbeiten fanden im Hudson Valley in New York statt. Kameramann Barton Cortright war zuletzt für Filme wie The Cathedral von Ricky D’Ambrose und Dieses Gefühl, dass die Zeit, etwas zu tun, vorbei ist von Joanna Arnow tätig.

### Filmmusik und Veröffentlichung
Die Filmmusik stammt von Robert Lombardo und Kostümbildnerin Yegang Yoo und spielt in dem Film eine zentrale Rolle. Lombardo komponierte auch alle Songs für die fiktive Band im Film, während der Regisseur die Liedtexte für diese schrieb. Bei der eigentlichen Filmmusik wurden innovative Klänge von Yegang Yoo eingearbeitet, die hierfür mit einem Synthesizer und verschiedene selbst hergestellten Instrumenten arbeitete.
Die Premiere des Films fand am 19. Februar 2025 bei den Internationalen Filmfestspielen Berlin statt. Im Juni 2025 wurde er beim Tribeca Film Festival gezeigt. Im September 2025 wird der Film beim Festival des amerikanischen Films gezeigt.

## Rezeption

### Kritiken
Die Kritiken fielen gemischt aus.
Michael Kienzl vom Filmdienst schreibt in seiner Kritik, bereits die erste Szene von After This Death sei erkenntnisreicher, als man es zu diesem Zeitpunkt ahnt. Wenn man Isabel bei ihrer Arbeit als Synchronsprecherin sieht, deren Stimme aus ihrem Körper heraustritt und von einer Schauspielerin auf einem Bildschirm Besitz ergreift, werde man in diesem Moment Zeuge einer Form von Besessenheit. Allgemein spiele die Handlung des Films mit der Vorstellung, jemanden in sich zu tragen, dabei sei Lucio Castros Erzählweise unzuverlässig wie im Traum. Mitunter erinnere After This Death an die übersinnlichen Geistergeschichten von Apichatpong Weerasethakul oder wirke wie eine Light-Version eines David-Lynch-Films mit einem Protagonisten, dem die Wirklichkeit entgleitet. Castro schaffe zwar ein schillerndes filmisches Rätsel, doch seine Leitmotive blieben zu unausgereift. Auch wenn Isabel am Ende wieder in einem Aufnahmestudio sitzt und diesmal zu singen beginnt, sei dies ein schönes Bild ihrer Selbstsuche, lasse aber doch zu viele Fragen offen.

### Auszeichnungen
Festival des amerikanischen Films 2025
- Nominierung im Wettbewerb[10]